# Михайловка (сільське поселення село Кольцово)
Михайловка (рос. Михайловка) — присілок в Ферзиковському районі Калузької області Російської Федерації.
Населення становить 4 особи. Входить до складу муніципального утворення село Кольцово.

## Історія
Від 2004 року входить до складу муніципального утворення село Кольцово

## Населення
| 2002 | 2010 | 2011 |
| ---- | ---- | ---- |
| 7    | ↘5   | ↘4   |